# Epitelio respiratorio
El epitelio respiratorio, o epitelio de las vías respiratorias, es un tipo de epitelio columnar ciliado que se encuentra en la mayor parte de las vías respiratorias como mucosa respiratoria, donde sirve para humedecer y proteger las vías respiratorias, no está presente en las cuerdas vocales de la laringe, ni en la orofaringe y la laringofaringe, donde el epitelio se estratifica de forma escamosa.También funciona como una barrera contra posibles patógenos y partículas extrañas, previniendo la infección y la lesión tisular por la secreción de moco y la acción de la depuración mucociliar.

## Estructura
El epitelio respiratorio que recubre las vías respiratorias superiores es clasificado como epitelio cilíndrico pseudoestratificado ciliado. Esta designación es debida al acomodo de los múltiples tipos celulares que componen el epitelio respiratorio. Aunque todas las células entran en contacto con la membrana basal y son en teoría una capa simple de células, los núcleos no están alineados en el mismo plano. Por lo tanto, parece como si varias capas de células estuvieran presentes en el epitelio, lo que le da el nombre de pseudoestratificado. La mucosa respiratoria pasa a un epitelio cuboidal simple y finalmente a un epitelio escamoso simple en los conductos alveolares y los alvéolos.

## Clasificación
La mayoría de las células que componen el epitelio cilíndrico pseudoestratificado ciliado son de tres tipos:
- células ciliadas.
- células caliciformes.
- células basales.

Las células ciliadas son células del epitelio cilíndrico con cilios especializados. Las células caliciformes, llamadas así por su forma de cáliz, son células del epitelio cilíndrico que contienen una cubierta con gránulos mucosos que secretan moco, el cual ayuda a mantener la humedad del epitelio y a capturar partículas y patógenos viajando a través de la vía aérea. Las células basales son pequeñas, casi cúbicas que se cree tienen alguna habilidad para diferenciarse en otro tipo celular encontrado en el epitelio. Por ejemplo, estas células basales responden a lesiones en el epitelio de la vía aérea migrando para cubrir un sitio desprovisto de células epiteliales diferenciadas para posteriormente restaurarlo a una capa sana del epitelio por medio de su diferenciación.
Ciertas partes del tracto respiratorio, como la orofaringe, son propensas a la abrasión por la ingesta de alimentos. Para evitar la destrucción del epitelio respiratorio en estas áreas, cambia a epitelio escamoso estratificado que es más adecuado para el constante desgaste y abrasión. La capa escamosa de la faringe es continua con el esófago.

## Significado clínico
La irritación a largo plazo de las células epiteliales puede causar la sobreproducción de moco, conocida como hipersecreción de moco. La hipersecreción de moco resulta en la tos productiva de la bronquitis crónica.
Las células neuroendocrinas pulmonares se han asociado con una serie de trastornos pulmonares crónicos. También son las células que originan el cáncer de pulmón de células pequeñas.

## Sitios de interés
- web.archive.org

- Datos: Q1428754